# Rodzima Wiara
Rodzima Wiara – rodzimowierczy związek wyznaniowy, odwołujący się do etnicznych, przedchrześcijańskich wierzeń Słowian (wyznający rodzimowierstwo słowiańskie). W 2011 roku grupa wyznaniowa liczyła 180 osób i 7 starszych, w 2019 roku 260 osób i 5 starszych, zebranych w 20 miejscach kultu. Rodzima Wiara jest członkiem Europejskiego Kongresu Religii Etnicznych oraz Konfederacji Rodzimowierczej.

## Historia związku
Związek został założony przez Stanisława Potrzebowskiego oraz Macieja Czarnowskiego – członka międzywojennej Zadrugi. Pierwotnie zarejestrowany w 1996 pod nazwą Zrzeszenie Rodzimej Wiary, w 1999 roku nazwę związku zmieniono na Rodzima Wiara, a także zmieniono symbol na obecny.

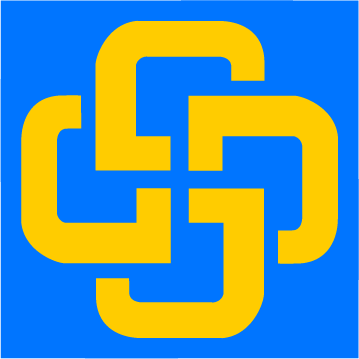
Symbol RW do 1999 roku

4 marca 1996 roku Zrzeszenie Rodzimej Wiary zostało wpisane do rejestru MSWiA pod numerem 108. Oficjalna działalność grupy rozpoczęła się 23 marca 1996 roku na I Wiecu Wyznawców zwołanym we Wrocławiu. Tam też omówiono zasady i cele Zrzeszenia Rodzimej Wiary, wybrano też władze naczelne – Naczelnikiem został Stanisław Potrzebowski (Staszko z Wrocławia). Jesienią 1996 roku zawiązano Oddział Wielkopolski z siedzibą w Poznaniu, zaś w 1997 powstały kolejno: Oddział Pomorski z siedzibą w Szczecinie i Oddział Małopolski z siedzibą w Krakowie.
W 2013 roku Rodzima Wiara współzorganizowała I Ogólnopolski Zjazd Rodzimowierczy. W 2015 roku związek wszedł do grona założycieli Konfederacji Rodzimowierczej.
W marcu 2017 roku ZW Rodzima Wiara w wyniku propozycji wystosowanych w ramach Konfederacji Rodzimowierczej przez wspólnoty członkowskie wydał oświadczenie, w którym ogłoszono rozpoczęcie prac nad zmianą Wyznania Wiary tegoż związku, a także zagwarantowano wspólnotom przystępującym do związku zachowanie autonomiczności na określonych w owym oświadczeniu zasadach. 22 marca 2017 – kilka dni po wydaniu oświadczenia – do ZW RW dołączyło Stowarzyszenie Kołomir, tworząc Obwód Ziemi Warmińsko-Mazurskiej Kołomir z siedzibą w Olsztynie.
W 2024 r., w konsekwencji doniesienia do MSWiA o potencjalnych nieprawidłowościach w związku, złożonego przez oddziały: Rodzima Wiara Mazowsze, Rodzima Wiara Warmia-Mazury Kołomir, Stołeczne Gniazdo Rodzimej Wiary, Rodzima Wiara Gniazdo Koszalin, Rodzima Wiara Gniazdo Praogień, Gromada Niwa, naczelnik ZW Rodzima Wiara Stanisław Potrzebowski wykluczył wyżej wymienione oddziały z organizacji, a zrzeszone w nich osoby pozbawił członkostwa w związku, pod zarzutem przynależności do prowadzącego do schizmy Ruchu Tradycyjnego Rodzimowierstwa. Przedstawiciele wykluczonych oddziałów uznali to działanie za niezgodne ze statutem związku i zapowiedzieli odwołanie.